# Alfredo Ferraris
Alfredo Oreste Angelo Ferraris (Torino, 13 agosto 1890 – Londra, 22 dicembre 1969) è stato un calciatore italiano, di ruolo mediano.
Conosciuto anche come Ferraris II, era il fratello di Mario Ferraris (I) e di Pio Ferraris (III), anch'essi calciatori della Juventus.

## Biografia
Nel 1908 si iscrisse alla Facoltà di Giurisprudenza di Torino, laureandosi il 14 luglio 1912.
Partecipò alla Grande guerra come sottotenente di complemento d'artiglieria a cavallo.

## Carriera
Alfredo Ferraris vestì la maglia bianconera per cinque stagioni non consecutive. In società dal 1906, il suo esordio in prima categoria avvenne contro il Torino il 10 gennaio 1909, in una partita persa per 1-0, mentre il suo ultimo incontro avvenne il 24 marzo 1912 contro il Piemonte, partita vinta per 5-2. In tutta la sua carriera collezionò 33 presenze ufficiali segnando una sola rete.
Fu capitano del club bianconero dal 1909 al 1911.

## Statistiche

### Presenze e reti nei club
| Stagione  | Club     | Campionato | Campionato | Campionato | Campionato |
| Stagione  | Club     | Comp       | Pres       | Reti       |            |
| --------- | -------- | ---------- | ---------- | ---------- | ---------- |
| 1906-1907 | Juventus | PC         | 0          | 0          |            |
| 1908-1909 | Juventus | PC         | 9          | 0          |            |
| 1909-1910 | Juventus | PC         | 8          | 0          |            |
| 1910-1911 | Juventus | PC         | 14         | 1          |            |
| 1911-1912 | Juventus | PC         | 2          | 0          |            |
| Totale    | Totale   | Totale     | 33         | 1          |            |